# Un homme de sa connaissance
Un homme de sa connaissance est une nouvelle d’Anton Tchekhov parue en 1886.

## Historique
Un homme de sa connaissance est initialement publiée dans la revue russe Les Éclats et signée Antocha Tchékhonté. Aussi traduit en français sous le titre Un homme connu.

## Résumé
La jeune et jolie Nastassia Kanavkina, qui se fait appeler Wanda, sort de l’hôpital sans argent, ni toit pour la nuit. Cela ne la déroute pas, il faut qu’elle trouve un homme de sa connaissance pour lui soutirer de l’argent.
Elle cherche dans sa liste et décide de commencer par le dentiste Finkel. Leur dernière rencontre s’était mal terminée, car elle lui avait vidé une chope de bière sur la tête. Elle est intimidée quand elle sonne à sa porte. Lui ne semble pas la reconnaître. Elle dit avoir mal à une dent. Il lui arrache la dent et le quitte sans avoir rien reçu.
Le lendemain soir, elle est dans le restaurant la « Renaissance » et soupe avec un jeune marchand frais débarqué de Kazan.

## Note
1. ↑  Voir Dictionnaire Tchekhov, Page 142 voir à kanavkina, Françoise Darnal-Lesné, Édition L'Harmattan, 2010,  (ISBN 978 2 296 11343 5)
2. ↑  Littéralement « Caniveau » en russe.

## Édition française
- Un homme de sa connaissance, traduit par Madeleine Durand et Édouard Parayre, révision de Lily Dennis, Bibliothèque de la Pléiade, éditions Gallimard, 1967  (ISBN 978 2 07 0105 49 6).